# تجمع بدو العلم الاسود (مأرب)

تعديل مصدري - تعديل

تجمع بدو العلم الأسود هي إحدى قرى عزلة ال مشعل بمديرية مأرب التابعة لمحافظة مأرب، بلغ تعداد سكانها 24 نسمة حسب تعداد اليمن لعام 2004.